# Dirphia schmiti
Dirphia schmiti is een vlinder uit de onderfamilie Hemileucinae van de familie nachtpauwogen (Saturniidae).
De wetenschappelijke naam van de soort is voor het eerst geldig gepubliceerd door Ronald Brechlin & Frank Meister in 2011.

## Type
- holotype: "male, 13.X.2001. leg. Pierre Schmit. Barcode: BC-FMP-0247"
- instituut: MWM, München, later ondergebracht in de ZSM, München, Duitsland
- typelocatie: "Bolivia, Province Santa Cruz, El Cerro, 320 m"